# Microhyla annectens
Espèce
Statut de conservation UICN

 VU  : Vulnérable
Microhyla annectens est une espèce d'amphibiens de la famille des Microhylidae.

## Répartition
Cette espèce est endémique de la péninsule Malaise. Elle se rencontre notamment dans les Cameron Highlands et Genting Highlands, entre 1 200 et 1 900 m d'altitude. Sa présence est incertaine en Thaïlande.

## Description
Microhyla annectens mesure environ 15 mm. Son dos est brun avec des taches symétriques noirâtres cerclées de clair. Son ventre est marbré de brun.

## Publication originale
- Boulenger, 1900 : Descriptions of new Batrachians and Reptiles from the Larut Hills, Perak. Annals and Magazine of Natural History, sér. 7, vol. 6, p. 186-193 (texte intégral).